# 岡本英敏
岡本 英敏（おかもと ひでとし、1967年 - ）は、日本の文芸評論家。大阪府箕面市生まれ。大阪府立四条畷高等学校卒業。1990年慶應義塾大学文学部史学科西洋史学専攻卒業。1993年同大学院文学研究科修士課程修了、慶應義塾高等学校教諭。2002年慶應義塾湘南藤沢中等部・高等部教諭。
2010年「モダニストの矜恃　勝本清一郎論」で第17回三田文学新人賞評論部門受賞。

## 著書
- 『『コーラン』は神様からのステキな詩 家族で読んだ夕べ』元就出版社 2002
- 『教会が教えないイエス・キリストのこんな話 等身大のイエス像』近代文芸社 2005
- 『福田恆存』慶応義塾大学出版会、2014

## 参考
- 慶大出版会